# 太公岭村抗日旧址
太公岭村抗日旧址，位于中国广东省东莞市东莞市大岭山镇太公岭村，为东莞市的一个市、县级文物保护单位，类型为近现代重要史迹及代表性建筑，公布时间为2004年1月8日。
太公岭村抗日旧址的历史年代为明－清－民国。